# Harry Smith (burgemeester)
H.A. (Harry) Smith (1941) is een Nederlands politicus van de ARP en later het CDA.
In 1970 werd hij in Lisse gemeenteraadslid en van 1986 tot 1991 was hij daar wethouder met in zijn portefeuille onder andere ruimtelijke ordening en sportzaken. In augustus 1991 werd Smith benoemd tot burgemeester van Muiden wat hij tot zijn vervroegde pensionering in maart 2005 zou blijven. Daarnaast was hij sinds oktober 2004 ook nog waarnemend burgemeester van Eemnes. Op 1 september 2005 werd hij in Eemnes opgevolgd door Roland van Benthem en diezelfde dag werd hij waarnemend burgemeester van Baarn ter tijdelijke vervanging van de langdurig zieke Marie-Rose Wolterink-Oremus. Per 1 mei 2006 ging zij vervroegd met pensioen en eind mei 2007 werd Smith opgevolgd door Jan de Groot. Na de gemeenteraadsverkiezingen van 2006 werd hij in Weesp de informateur.